# Союзницька війна (220—217 до н.е.)
Союзницька війна (220—217 до н. е.) — війна елліністичного періоду між двома коаліціями, котрі сформувались навколо Етолійського та Ахейського союзів.

## Кампанія 220р. до н.е

### Початок війни

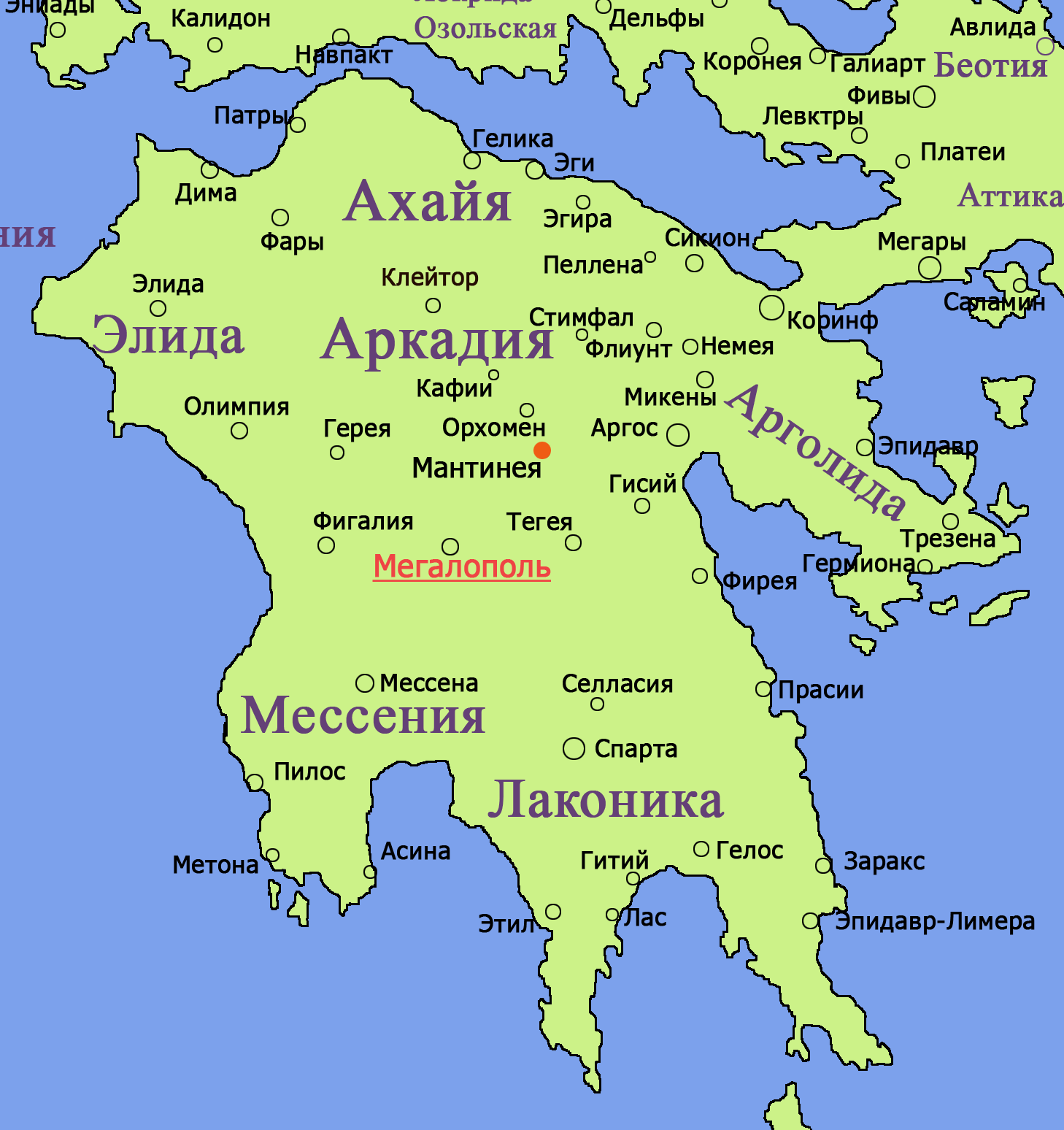
Карта Пелопонеса

Станом на кінець 220-х років до н. е. більша частина Пелопоннеса була спустошеною внаслідок Клеоменової війни. Втім, остання не торкнулась Мессенії, що привернуло увагу Етолійського союзу. Лідери останнього вирішили розграбувати формально союзну Мессенію, для чого переправили військо через Коринфську затоку. Висаджене на її південному узбережжі, воно пройшло через землі Патр, Фари та Трітеї, що належали ахейцям. Хоча етолійці ще намагались утриматись від зіткнення з Ахейським союзом, проте перехід війська все одно супроводжувався значними насильствами над місцевим населенням (та був здійснений без будь-якого погодження). Далі загони етолійців почали спустошувати Мессенію, мешканці якої не наважилися дати їм бій і звернулися по допомогу до ахейців, просячи прийняти їх до цього союзу.
Ахейці зібрали збори в аркадійському місті Мегалополь, причому їх учасники повинні були з'явитись озброєними. Звідси вони послали етолійським полководцям Доримаху та Скопасу вимогу полишити Мессенію та утриматись від повторного завдання шкоди територіям Ахейського союзу. Враховуючи, що ахейці зібрались у значній кількості, етолійці припинили свій похід і перейшли до союзної їм Еліди, де завантажили на кораблі свою здобич та частину воїнів. Ахейський стратег Арат, заспокоєний відступом супротивника, розпустив більшу частину ополчення, залишивши при собі лише три тисячі піхоти та триста вершників. З ними, а також загоном Тавріона, поставленого македонським царем захищати його інтереси на Пелопоннесіс, Арат рухався у напрямку до Патр, збираючись, про всяк випадок, взяти під охорону західні ахейські землі до відплиття етолійців.
Побоюючись можливого нападу ахейців під час переправи, а також знаючи про розпуск ними основних сил, етолійські полководці вирішили напасти на поки ще слабкого супротивника. Вони завернули та повз Олімпію рушили до Аркадії, де біля міста Кафії зустрілися з ахейським військом. Через погані дії ахейських воєначальників їхня армія зазнала поразки в битві при Кафіях, тоді як етолійці рушили далі, спустошили область Сікіона та полишили півострів через перешийок.

### Розширення конфлікту
Можливо відзначити, що етолійці не лише почали бойові дії проти мессенців та ахейців, але також повелися вороже стосовно до цілого ряду інших учасників грецької політики. Біля острова Кітера (південніше від Пелопоннеса) вони захопили належний македонському царю корабель, у Акарнанії намагались заволодіти містом Тирій, а ще північніше в Епірі спустошували узбережжя. В Фокіді етолійці спробували захопити містечка Амбрис та Давлій, а у Беотії пограбували храм Афіни Ітонії. Незважаючи на це, первісно македонці не мали бажання вступати у війну. Незадовго перед тим помер їхній цар Антигон III Досон, який протягом свого доволі короткого правління зміг завдати важких поразок етолійцям і спартанцям (у Деметрієвій та Клеоменовій війнах відповідно), після чого трон зайняв юний Філіпп V. Тому, хоча македонці (а також епіроти) і погодились з прийомом Мессенії до Ахейського союзу, проте бажали дотримуватись миру з етолійцями.
Водночас лакедемоняни, ворожнеча яких стосовно до інших областей Пелопоннеса стримувалася розгромом від македонців у Клеоменовій війні, уклали таємну угоду з етолійцями про дружній союз. Крім того, до узбережжя Греції з'явились на 90 лодіях іллірійці під командуванням Скердилаїда та Деметрія Фарського. Цим самим вони наважились порушити умови мирного договору з римлянами, який менше десяти років тому завершив Першу Іллірійську війну та забороняв іллірійцям спускатись південніше від Лісса (Lissos, сучасне албанське місто Лежа неподалік від устя Дрина). Деметрій виплив у Егейське море та провів рейд по Кікладах, одні острови спустошуючи, а з інших беручи викуп. Скердилаїд пристав до берега Етолії та уклав союз з провідниками етолян, домовившись спільно вторгнутись в Ахаю.

### Другий напад етолійців на Пелопоннес
Висадившись в Ахаї, еталійці на чолі до Доримахом пройшли через неї до аркадійського міста Кінефа, зрадники з якого обіцяли надати сприяння. Донедавна тут стояв гарнізон від Ахейського союзу, введений на прохання однієї з двох ворогуючих груп місцевих мешканців. Втім, вигнані з Кінефи представники іншої партії звернулись з проханням про примирення, що й було зроблено з дозволу союзу. Слідом за цим гарнізон з Кінефи вивели, що надало колишнім вигнанцям, що насправді плекали думки про помсту, гарну можливість запросити сюди етолійців. В момент прибуття останніх зрадники перебили варту біля воріт та на баштах і впустили ворога до міста. Етолійці розграбували Кінефу, причому зрадники були перебиті в числі перших.
Далі нападники рушили до ще одного аркадійського міста Клітор, котре відмовилось вийти з Ахейського союзу та змогло відбити приступ нападників. Розграбувавши на зворотному шляху майно святилища Артеміди у Лусі, етолійці під впливом чуток про підхід македонського війська попрямували до переправи, спаливши наостанок Кінефу.
Тим часом другий іллірійський полководець Деметрій Фарський, якого стали переслідувати родосці, прибув від Кіклад до східної гавані Коринфа. Тут він прийняв пропозицію македонського командира Тавріона взяти участь у боротьбі проти етолійців, після чого його лодії були перетягнуті через Істмійський перешийок до Коринфської затоки. Втім, він не встиг перехопити Доримаха та обмежився спустошенням окремих містин на узбережжі Етолії.

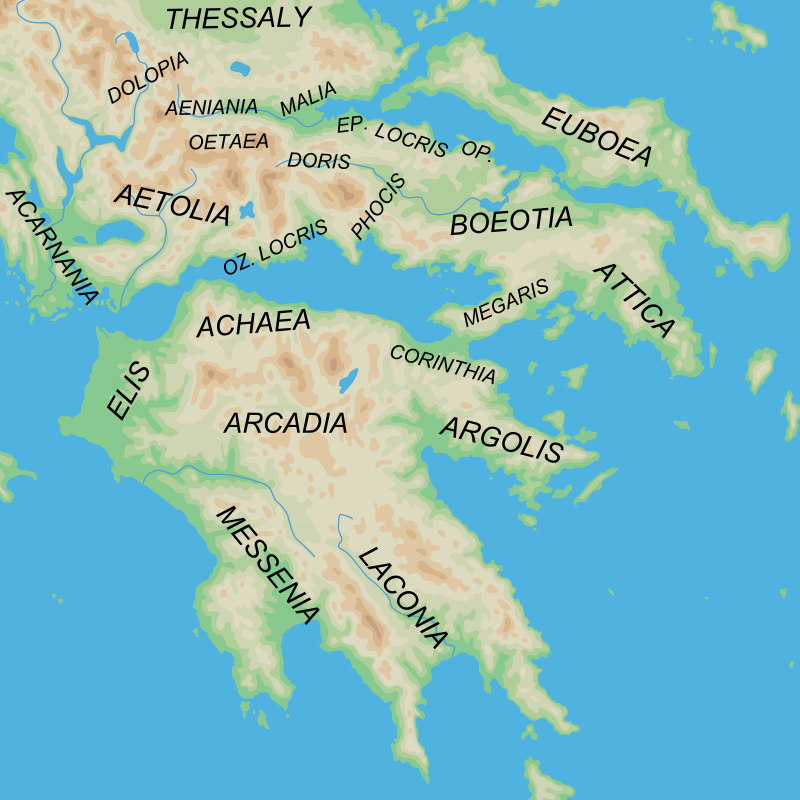
Регіони центральної та південної Греції. У центральній Греції позначені Акарнанія, Етолія, Фокіда, Фессалія, Беотія. На півострові Пелопоннес позначені Ахая, Еліда, Аркадія, Мессенія, Лаконія, Арголіда

## Кампанія 219р. до н.е

### Бойові дії на Пелопоннесі
Після певних вагань лакедемоняни остаточно стали на сторону етолійців. Спартанський цар Лікург вторгнувся на землі Аргосу та захопив чотири містечка (хоча ще у двох зазнав невдачі). Далі він почав облогу укріплення Афеней, котре належало Мегалополю, та оволодів ним (цей форт навколо храму Афіни звели спартанці десятьма роками раніше, на початковому етапі Клеоменової війни).
Дружні етолійцям елейці також виступили проти Ахейського союзу та спустошили поля Діми, Трітеї та Фар. Зібраний з останніх загін пустився наздогін за нападниками, проте потрапив у засідку та втратив дві з половиною сотні воїнів вбитими та полоненими. В подальшому командир елейців захопив два укріплення — одне належало Дімі, тоді як інше знаходилось на землях аркадійського міста Телфуса.
Що стосується етолійців, то вони вирішили оволодіти одним з дванадцяти міст Ахаї Егірою, котра знаходилась неподалік від узбережжя Коринфської затоки на захід від Сікіона. Для цього вони зібрали на протилежному березі затоки 1200 воїнів, підготували транспортні судна та в одну з ночей пристали біля Егіри. Етолієць, котрий довго жив у цьому місті, з невеликим загоном із найдосвідченіших бійців пройшов стежками по кручах, пробрався в Егіру по водопроводу та перебив сплячих біля воріт вартових. Етолійці увірвались в місто через відкриту браму та розсипались по ньому в пошуках здобичі. Тим часом егіряни почали збиратись до акрополя. Помітивши це, етолійські воєначальники також зібрали кого змогли зі своїх вояків та напали на акрополь. У важкому бою егіряни перемогли, етолійці почали втікати та понесли великі втрати в давці у брамі та при падінні з оточуючих місто круч. Загинуло й обидва воєначальники, котрі очолювали напад на Егіру.

### Кампанія Філіппа V
Навесні 219 р. до н. е. Філіппу вдалось залучити до антиетолійської коаліції іллірійця Скердилаїда. Минулого року він взяв участь у нападі етолійців на Ахаю, проте останні обманули його та не поділились здобиччю. Тепер Скердилаїд умовився з македонським царем в обмін на щорічну плату у 20 талантів вислати 30 лодій.
Сам же Філіпп з десятитисячною фалангою, п'ятьма тисячам пельтастів та вісьмома тисячами вершників вирушив через Фессалію та Еіпр. Хоча македонський цар мав дуже потужну армію (за три роки до того його попередник Антигон III привів для вирішальної битви Клеоменової війни при Селассії 18,5 тисяч воїнів), проте замість негайного вторгнення до Етолії він спершу обложив місто Амбракію, що надало змогу етолійцям здійснити набіг на Фессалію та саму Македонію, де вони спустошили  Пеонію.
Завершивши з Амбракією, Філіпп V рушив на південь та переправився через гирло Амбракійської затоки до Акарнанії, де отримав від місцевих мешканців підкріплення у 2 тисячі піхотинців та двісті вершників. Звідси він вторгнувся до прикордонної з Акарнанією західної частини Етолії та обложив містечко Фойтії. Після дводенного штурму його захисники погодились капітулювати на умовах безперешкодного виходу. Втім, етолійці все-таки понесли тут суттєві втрати, коли висланий на допомогу обложеним загін у півтисячі осіб, не знаючи про здачу міста, потрапив внаслідок цього до засідки та був в основному перебитий. У Фойтіях захопили великі запаси зерна, що суттєво полегшило македонцям подальшу кампанія.
Оволодівши ще рядом укріплень (якісь довелось брати штурмом, якість виявились полишеними захисниками) та дійшовши до Калідонії (етолійська область на узбережжі Коринфської затоки), Філіпп повернувся у захоплене під час цього походу приморське місто Ойніади, розташоване на межі з Акарнанією. Тут до нього прийшли звістки про можливий напад дарданців на Македонію, котрі змусили царя припинити похід та повернутись в свою країну, що, в свою чергу, дозволило етолійцям здійснити спустошливий набіг на Епір.

## Кампанія 218р. до н.е

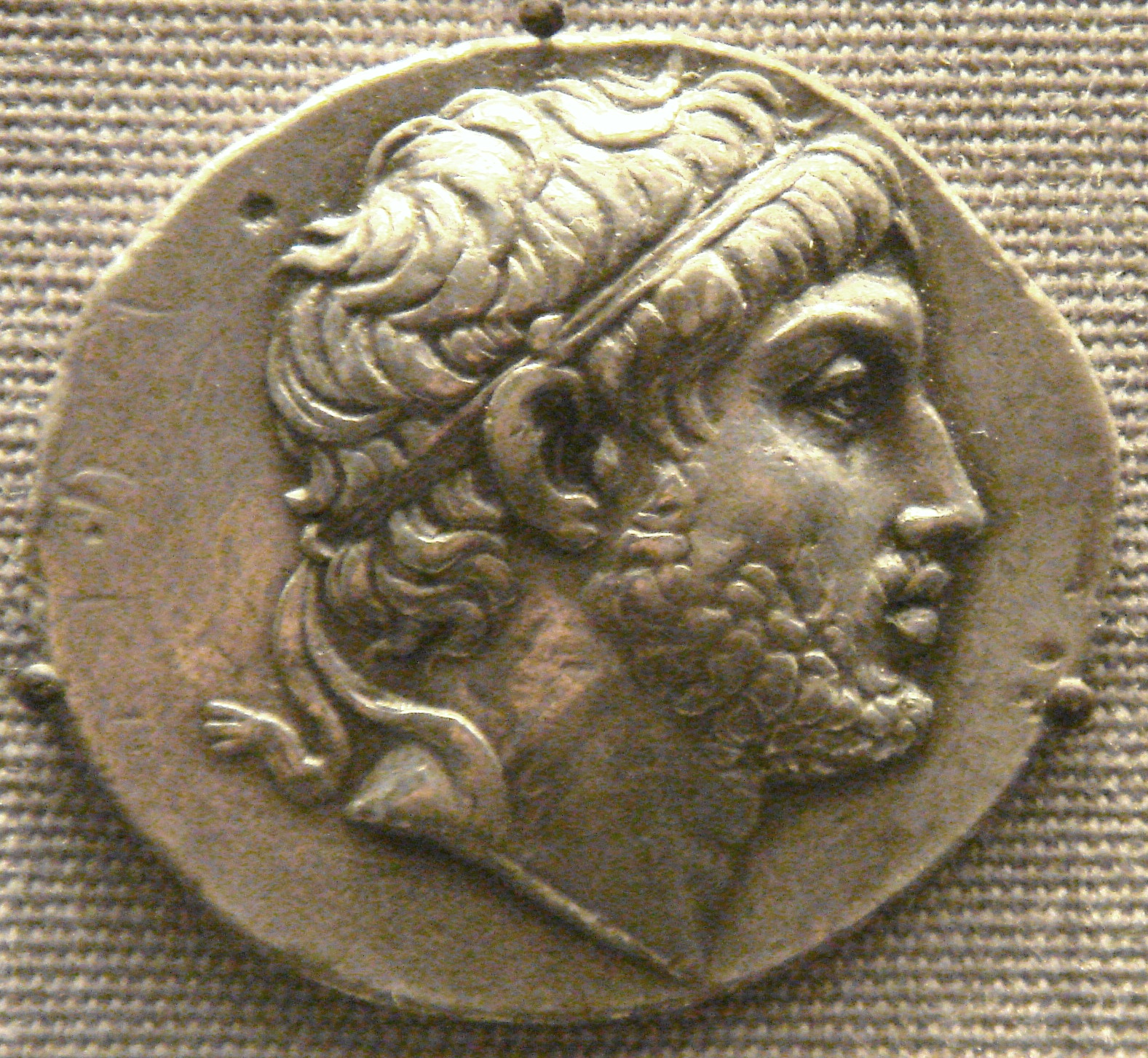
Філіпп V

### Зимовий похід Філіппа на Пелопоннес
Ще до завершення зими Філіпп V з 5 тисячами піхотинців, трьомастами вершниками та такою ж кількістю критян вирушив на Пелопоннес. Похід здійснювався з суворим дотриманням таємниці та настільки швидко, що на півострові ніхто не знав про прибуття македонської армії. Зупинившись в Коринфі, Філіпп розіслав в окремі міста Ахейського союзу повідомлення з вимогою загонам ополчення зібратись на півночі Аркадії в місті Кафії, після чого рушив туди сам. В цей час етолійський полководець Евріпід, зібравши 2300 воїнів з числа елейців, найманців та піратів, вирішив здійснити зимовий набіг на Сікіонію (територія сусіднього з Коринфом міста). Він вже пройшов повз табір Філіппа, коли зустріч з кількома критськими воїнами розкрила прибуття сюди македонців. Евріпід одразу повернув назад, однак біля перевала Апелавр стикнувся з противником, який так само рухався на захід. Самому етолійському полководцю з кількома вершниками вдалось втекти через гірські стежки, проте його загін був майже повністю знищений: біля тисячі воїнів загинуло, ще 1200 потрапило в полон.
Потрапивши в снігові бурі, Філіпп витратив три дні щоб подолати перевали через гірський масив Олігірт та дістатись до Кафій. З прибулими сюди ахейцями армія збільшилась до десяти тисяч осіб, після чого вирушила повз Клітор до містечка Псофід у північно-західній Аркадії, котре на той час було союзне елейцям. Це поселення з трьох боків оточували річки, а з четвертої над ним здіймався пагорб з акрополем. Втім, завдяки раптовості нападу воїни Філіппа змогли перейти одну з річок по мосту, після чого пішли на штурм мурів. Первісно захисники тримались добре, проте вони не були підготовані до великої битви та через якийсь час витратили більшість метальних снарядів, що змусило їх відійти до акрополя. Не розраховуючи витримати наступний приступ, захисники Псофіда погодились на капітуляцію, причому чужоземця дозволили полишити місто. Останнє Філіпп передав під владу Ахейського союзу, котрий поставив тут залогу.
Зайняши без бою ще два містечка, македонський цар прибув до Олімпії, звідки рушив на землі елейців. Останні були зовсім не готові до відпору, так що нападники спустошили значну територію і захопили багато полонених та майна. Далі армія Філіппа рушила на південь до Трифілії — найзахіднішої області Аркадії, котра виходить до моря, вклинюючись між землями Мессенії та Еліди. В цей час Трифілія належала елейцям, котрі тримали тут не менше тисячі воїнів. Крім того, сюди прибули шістсот етолійців, кількасот найманців та критян, а в одному з приморських міст області розташувалась тисяча етолійських піратів. Тим не менш, Філіппу доволось витримати сильну битву лише за перше взяте ним місто — Аліфіру. Поки частина його загонів вела штурм міських мурів, сам цар здійснив обхідний маневр та проникнув до поселення неподалік від акрополя. Налякані можливим оточенням захисники терміново відійшли до останнього та невдовзі капітулювали. Інші трифілійські міста почали здаватись, при цьому в частині випадків вони виганяли від себе елейські та етолійські загони. Таким чином, македонський цар зміг заволодіти Трифілією всього за шість днів та ще в середині зими перейшов у центр Пелопоннеса до Мегалополя.
Налякані наближенням Філіппа, спартанці зруйнували Афеней та відступили до Лаконіки, а македонський цар вирушив на зимові квартири до Аргосу. Втім, ще до завершення зими він знову виступив звідси, вигнав елейців з раніше захопленого укріплення в землях Діми та знову спустошив поля Еліди.

### Експедиція на Кефалленію
Далі Філіпп вирішив відібрати у етолійців острів Кефалонія, котрий лежав проти устя Коринфської затоки та полегшував ворогу знесення з елейцями. Зібравши у розташованій на цій затоці північній гавані Коринфа Лехеї свої кораблі та кораблі Ахейського союзу, македонський цар витратив певний час на навчання фалангітів діям у морському бою. За цим він проплив по затоці до Патр, залишив тут для захисту Ахаї місцеві загони, а також критян та галатську кінноту, і розіслав союзним мессенянам (котрі після захоплення Трифілії нарешті насмілились вступити в війну), акарнанцям, епіротам та іллірійцям Скердилаїда заклик йти з кораблями до Кефалонії.
Сам Філіпп спершу підплив до кефалонського міста Пронни, проте знайшов його заважким для атаки. Тому він пройшов далі та висадився біля ще одного полісу острова Пале. Визначивши найбільш сприятливий напрямок для нападу, македонці під прикриттям метальних машин почали вести облогові роботи та невдовзі підкопали стіну протягом шести десятків метрів. Коли вигоріли опори в підкопі та рухнув мур, почався штурм. Втім, македонці діяли недостатньо рішуче (на думку Полібія — через навмисні дії воєначальника, котрий командував атакою), понесли великі втрати та в підсумку були вибиті з міста.
Тим часом надійшли звістки про напад спартанців на Мессенію, а етолійців на Македонію. Зваживши можливі варіанти, Філіпп вирішив вирушити безпосередньо в Етолію, допоки вона перебувала без захисту головного війська, розорити її та одночасно попередити цим можливе вторгнення ворога далі у Македонію.

### Похід Філіппа до Етолії
Пройшовши з кораблями в Амбракійську затоку, котра глибоко врізається до суходолу у напрямку Етолії, Філіпп висадив військо на берег та приєднав до нього ополчення акарнанців та епіротів (перші з'явились включно зі старшими віковими категоріями, тоді як другі, область яких є суттєво більшою, не змогли провести мобілізацію так же швидко). Далі за один денний перехід він досягнув річки Ахелой біля Страта.
Перейшовши річку та рушивши на південний захід, македонська армія досягла озера Тріхоніс. Далі вона попрямувала на схід уздовж південного берега цієї водойми, по доволі вузькій смузі між ним та горами, котрі у підсумку підходять до самої води. Втім, розуміючи небезпеку, македонський цар по досягненні містечка Метопа, за яким потрібно було йти через порослі лісом гірські відроги, поставив тут для прикриття тилу гарнізон з півтисячі осіб. Лівий фланг колони прикривала водойма, тоді як праворуч від неї Філіпп пустив фракійців та легкоозброєних. Перетнувши найбільш небезпечну ділянку, македонська армія по полях обігнула південно-західне завершення Тріхоніса, залишивши і тут ще один тимчасовий гарнізон у Памфії.
Подолавши важкий підйом, загони Філіппа вийшли у Фермійську долину, де за три кілометри від східного узбережжя озера знаходилось центральне етолійське поселення Ферм. Воно, так само як і вся долина, було спустошене, причому до рук нападників потрапило безліч майна, знесеного сюди, як у безпечне місце, етолійцями. Тут же захопили велику кількість зброї, найкращу з якої забрали, а ще п'ятнадцять тисяч одиниць озброєння спалили.
Зібравши здобич, Філіпп рушив у зворотній шлях тією ж дорогою. На цей момент етолійці вже оговтались та, зібравши три тисячі воїнів, напали на ар'єргард. В останньому виникло сум'яття, проте заздалегідь сховані за одним із пагорбів на спуску до озера загони іллірійців та пельтастів раптово напали на етолійців, перебили та полонили більше ніж півсотні з них та розсіяли інших. Далі македонська армія безперешкодно пройшла через гірську місцевість на південь від озера, зруйнувала Памфій та Метапу і рушила до Ахелоя, де стали проти містечка Страт. В останньому зібралось майже чотири тисячі етолійців та союзних їм критян, проте вони не наважились вийти на бій. Тому македонці рушили далі до узбережжя, відбивши спробу засівших у місті напасти на ар'єргард.
Тим часом етолійське військо, котри раніше виступило у похід на Фессалію, зустрілось в останній з готовими до спротиву македонськими воєначальниками. Так і не наважившись спуститись проти них з гір, етолійці перебували в у нерішучості допоки не отримали звістку про напад Філіппа на центр їх власної області. За цим вони спішно вирушили назад, проте так і не змогли наздогнати армію македонського царя.

### Похід Філіппа проти Лаконії
Поки македонці воювали в Етолії, на Пелопоннесі елейці вчинили набіг на землі Діми, де завдали значних втрат галатській кінноті, а спартанський цар Лікург захопив аркадійське місто Тегея (втім, у останньому випадку тегейці змогли відсидітись в акрополі). При звістках про це Філіпп організував продаж здобичі на острові Левкада та, не затримуючись тут надовго, проплив назад до північної гавані Коринфа.
Зізвавши загони союзних ахейських міст до Тегеї, македонський цар вирушив окільними шляхами та несподівано для ворога з'явився у Лаконіці. Спартанці не ризикнули виходити на битву, а їх область зазнала масштабного спустошення (хоча містечко Асина змогло відбити штурм, а головний лаконський порт Гітій Філіпп проминув). Поки відбувались ці події, до Лаконії прибув загін мессенців із двох тисяч піших воїнів та двохсот вершників, котрий спізнився на збір у Тегеї. Вони безпечно отаборились на кордоні з Арголідою, не облаштувавши навіть належним чином укріпленого табору. Тому коли поблизу з'явився спартанський цар Лікург, мессеняни втекли до сусіднього аргоського містечка, кинувши всіх коней та обоз.
Тим часом Філіпп завершив свій рейд по Лаконіці та повернув назад, збираючись пройти безпосередньо біля Спарти. Заохочені перемогою над мессенцями, спартанці наважились заступити йому дорогу, проте в наступній битві зазнали невдачі (хоча їх втрати були й не дуже великими). Македонський цар розпродав у Тегеї здобич та повернувся до свого оплоту на Пелопоннесі — Коринфа.

## Кампанія 217р. до н.е

### Похід Філіппа у Фтіотиду
Ще в попередньому році при посередництві родосців та хіосців почались мирні переговори. Проте етолійці у підсумку відмовились прибути на вже домовлену зустріч, оскільки розраховували отримати зиск від негараздів між Філіппом та його окремими сановниками, котрі мали великий вплив на частину воїнів. Втім, царю вдалось довести існування змови та стратити винних, після чого від повернувся до Македонії.
Організувавши захист Пеонії від дарданців, Філіпп вирушив до центральної Греції проти підконтрольної етолійцям Фтіотиди, котра контролювала прохід між Фессалією та Беотією (зокрема, саме тут знаходяться Фермопіли). Спершу напав на містечко Мелітея, проте приготовані драбини виявились недостатньо високими, так що штурм провалився. Не затримуючись тут далі, македонська армія рушила до головної цілі походу — Фтіотидських Фів. Облога та кількаденний штурм призвели до їх капітуляції, після чого з півсотнею кораблів Філіпп вирушив на південь, де біля пелопоннеського мису Малея займались розбоєм іллірійці.

### Бойові дії на Пелопоннесі
В четвертий рік війни, коли найсильніший її учасник був зайнятий в Центральній Греції, на Пелопоннесі ворогуючі сторони в основному займались розоренням ворожої території. Зокрема, через невдале керівництво ахейського стратега елейцям та етолійцям вдалось сильно спустошити землі цілого ряду міст Ахейського союзу — Діми, Фари, Патр та Егія. Крім того, спільного нападу з Еліди та Лаконіки зазнала Мессенія. Спартанський цар Лікург зумів захопити тут містечко Калами, проте етолієць Піррій вийшов з Еліди зі слабим загоном, був затриманий мессенцями та в підсумку повернувся назад. Не дочекавшись запланованого з'єднання із союзником, Лікург відступив.
Далі двохтисячний загін елейців знов напав на Ахаю, пройшов через землі Фар та Егію, але був розбитий воєначальником ахеян і втратив шість сотень воїнів вбитими та полоненими. Коли ж під час збору врожаю етолійське військо знову виступило з Еліди в Ахаю, кілька воєначальників ахейців вторглись зі своїм загоном на землі елейців, влаштували засідку та перебили і взяли у полон біля трьохсот ворожих воїнів.
Кілька споряджених ахейцями суден протягом року вчиняли напади на північне узбережжя Коринфіської затоки, де розоряли узбережжя Калідонії та район Навпакта.

### Інші бойові дії
Етолійське військо не наважилось якось подати допомогу Фтіотиді, до якої вторгнувся македонський цар. В цей рік воно пройшлось по Акарнанії та Епіру, спустошуючи їхні землі, а також спробувало за допомогою зради оволодіти містечком Фанотея у Фокіді. В останньому випадку етолійці мали пропозицію від керівника залоги, котра насправді була пасткою — одночасно начальник Фанотеї послав за підкріпленням до управителя всієї Фокіди, так що, коли сотню етолійців впустили до акрополя, вона була полонена тут переважаючими силами супротивника.
Іллірієць Скердилаїд, який вважав, що цар Філіпп недоплатив йому обіцяну за допомогу суму, вислав 15 лодій до Левкади. Тут вони раптово напали на чотири македонські кораблі, котрі вважали іллірійців дружніми, захопили їх та вирушили грабувати торговців у напрямку до Малеї (південний мис Пелопоннеса).

## Завершення війни
Під час перебування в Аргосі Філіпп V отримав звістку про нові успіхи Ганнібала, який уже другий рік вів вдалу боротьбу в Італії проти римлян. Останні у першій половині століття підкорили грецькі колонії на Апеннініському півострові, а в 229—228 та 219 роках до н. е. під час двох Іллірійських воєн взяли під свій контроль південне узбережжі Іллірії з кількома розташованими тут колоніями еллінів. Успіхи карфагенян викликали у Філіппа думку про війну з римлянами, так що він погодився на укладання миру з етолійцями. Не заперечували проти цього і представники Ахейського союзу. У підсумку біля Навпакта сторони уклали мир, за яким усі залишались при своїх володіннях.

## Зв'язок із подіями на Криті
Практично одночасно із Союзницькою на острові Крит між його численними полісами протікала Літтійська війна (221—219 рр. до н. е.), при цьому етолійці надіслали допомогу альянсу на чолі з центральнокритським містом Кносс, тоді як Філіпп V та Ахейський союз спрямували підкріплення коаліції, котра переважно складалась із міст західної частини острова.